# Distrito electoral de Leslie (condado de Wayne, Nebraska)
Leslie (en inglés: Leslie Precinct) es un distrito electoral ubicado en el condado de Wayne en el estado estadounidense de Nebraska. En el Censo de 2010 tenía una población de 103 habitantes y una densidad poblacional de 1,66 personas por km².

## Geografía
Leslie se encuentra ubicado en las coordenadas 42°7′51″N 96°52′19″O / 42.13083, -96.87194. Según la Oficina del Censo de los Estados Unidos, Leslie tiene una superficie total de 62.22 km², de la cual 62.21 km² corresponden a tierra firme y (0.01%) 0.01 km² es agua.

## Demografía
Según el censo de 2010, había 103 personas residiendo en Leslie. La densidad de población era de 1,66 hab./km². De los 103 habitantes, Leslie estaba compuesto por el 100% blancos, el 0% eran afroamericanos, el 0% eran amerindios, el 0% eran asiáticos, el 0% eran isleños del Pacífico, el 0% eran de otras razas y el 0% pertenecían a dos o más razas. Del total de la población el 2.91% eran hispanos o latinos de cualquier raza.